# Walter de Sousa Goulart
Walter de Sousa Goulart (Río de Janeiro, Brasil, 17 de julio de 1912-ibídem, 13 de noviembre de 1951), más conocido como Walter, fue un futbolista brasileño que jugaba como guardameta.

## Selección nacional
Fue internacional con la selección de fútbol de Brasil en 3 ocasiones. Formó parte de la selección que obtuvo el tercer lugar en la Copa del Mundo de 1938.

### Participaciones en Copas del Mundo
| Mundial                        | Sede    | Resultado    | Partidos | Goles |
| ------------------------------ | ------- | ------------ | -------- | ----- |
| Copa Mundial de Fútbol de 1938 | Francia | Tercer lugar | 3        | 0     |

## Clubes
| Club          | País   | Año       |
| ------------- | ------ | --------- |
| Andarahy      | Brasil | 1931      |
| Cocotá        | Brasil | 1932-1933 |
| America-RJ    | Brasil | 1934-1936 |
| Santos        | Brasil | 1936      |
| Bangu         | Brasil | 1937-1938 |
| Flamengo      | Brasil | 1938-1941 |
| Vasco da Gama | Brasil | 1942      |
| America-RJ    | Brasil | 1943      |

## Palmarés

### Campeonatos regionales
| Título                   | Club       | País   | Año  |
| ------------------------ | ---------- | ------ | ---- |
| Campeonato Carioca (LCF) | America-RJ | Brasil | 1935 |
| Campeonato Carioca       | Flamengo   | Brasil | 1939 |